# 松古爾盧
40°09′40″N 34°22′37″E / 40.161°N 34.377°E

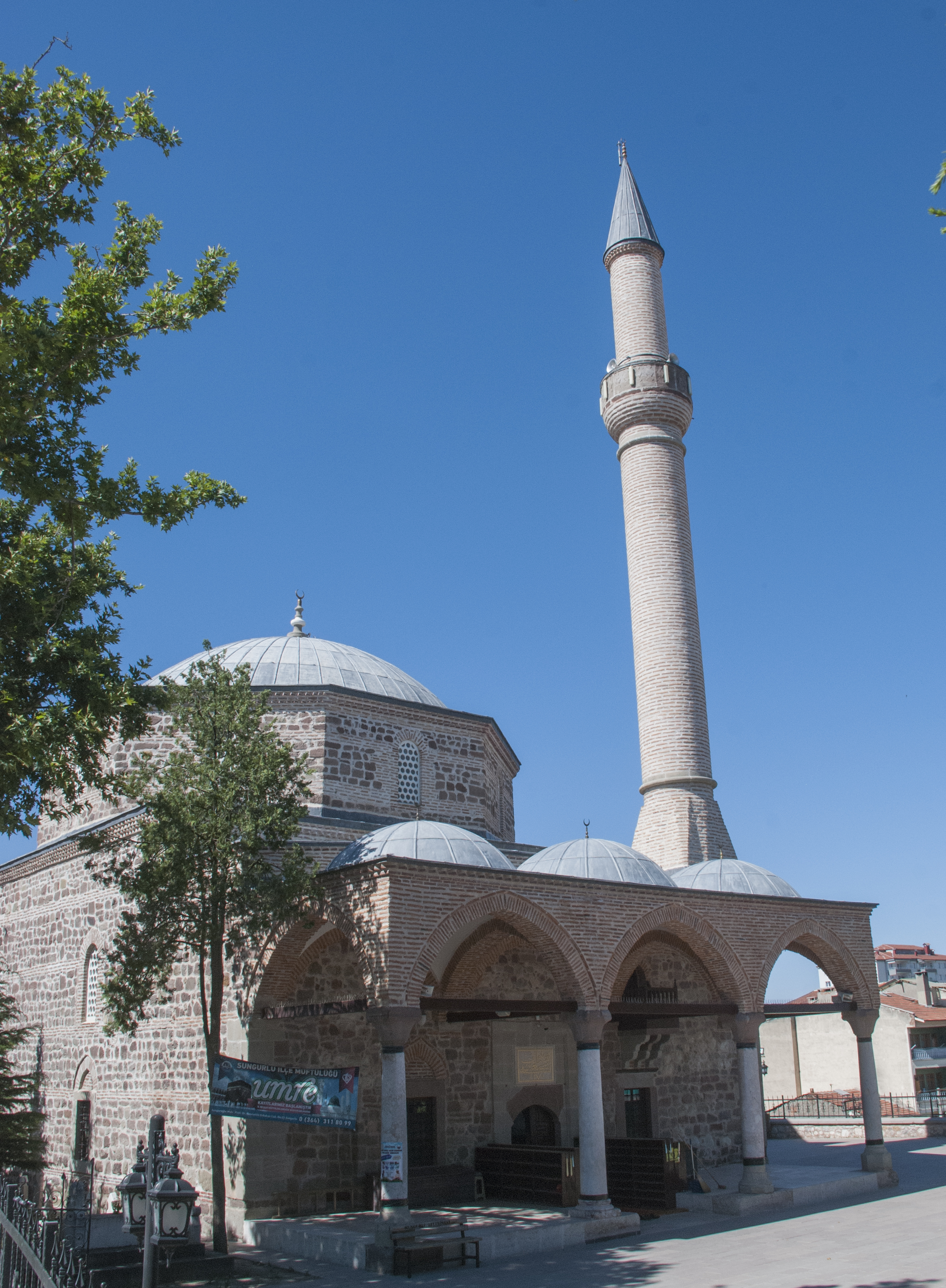
Sungurlu Mosque

松古爾盧是土耳其的城鎮，位於該國中部，由喬魯姆省負責管轄，距離首府喬魯姆72公里，面積1,957平方公里，海拔高度750米，該地區自公元前3000年有人類居住，2011年人口33,546。

## 外部連結
- A local news website